# Pepos
Pepos es una película dramática colombiana de 1983 dirigida y escrita por Jorge Aldana. El título de la película hace referencia a una palabra utilizada en la jerga callejera en Colombia que designa a una persona que ingiere tranquilizantes o medicamentos estimulantes que generan fármacodependencia. La cinta, que sigue la agitada vida de los adolescentes conocidos como "pepos" en las calles de Bogotá, ganó el premio Catalina de Oroem en la edición n.º 24 del Festival Internacional de cine de Cartagena en 1984.

## Reparto
- Iván Cardozo
- Eduardo Rodas
- Jairo Sánchez
- Julio León
- Rodrigo Echeverry
- Federico Restrepo
- Demetrio Vallejo
- Gabriel Quiroga